# حرکات زمینی

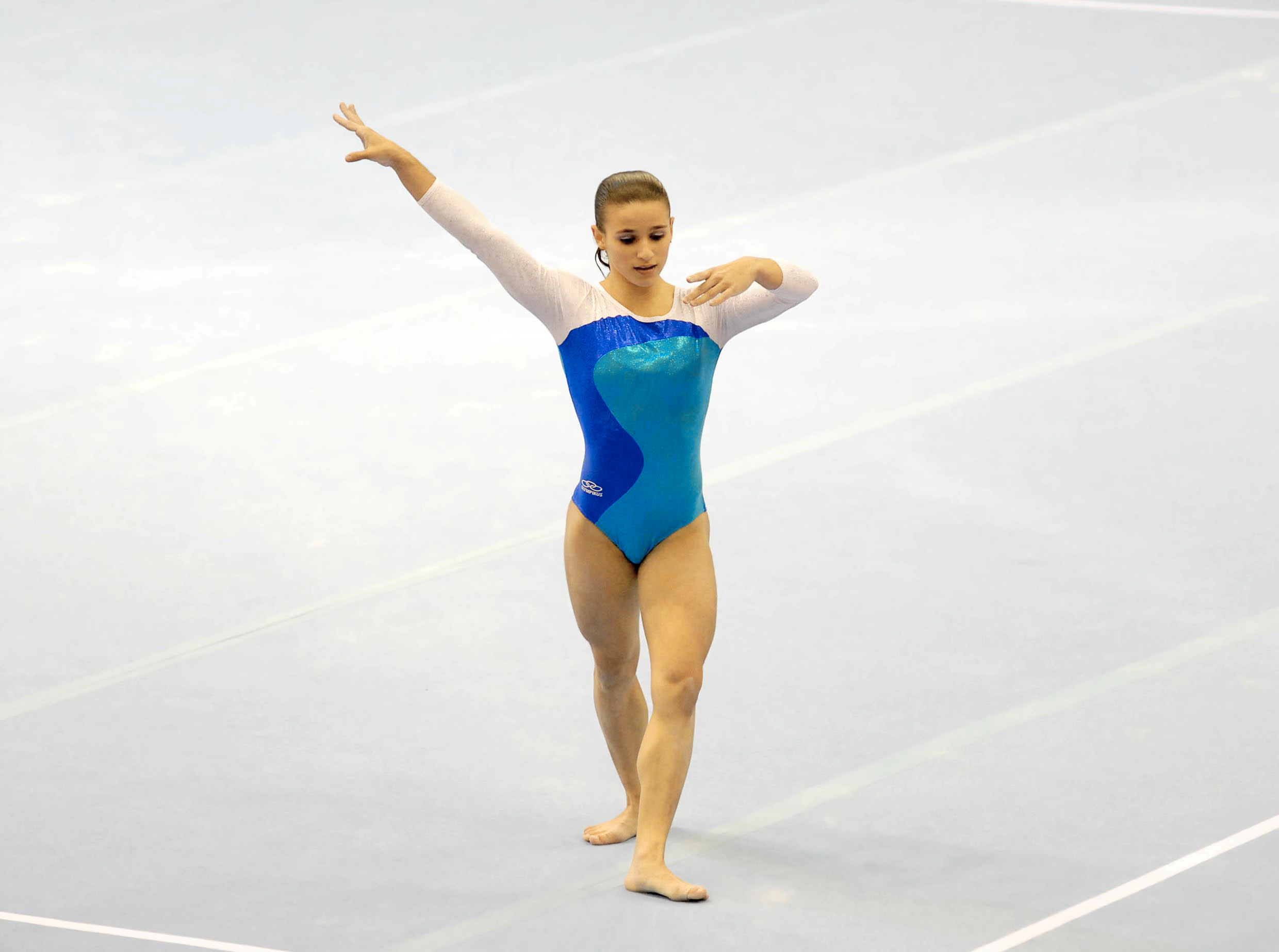
جید باربوسا در حال اجرای حرکات زمینی

حرکات زمینی یکی از بخش‌های تمرینی و مسابقاتی ورزش ژیمناستیک است. رقابت‌های حرکات زمینی معمولاً بر روی تشک مخصوصی انجام می‌شود که قابلیت ارتجاعی و فنری دارد و به انجام حرکت‌های آکروباتیک ورزشکاران کمک می‌کند. حرکات زمینی یکی از شش اسباب ژیمناستیک هنری مردان و چهار اسباب ژیمناستیک هنری زنان محسوب می‌شود که در مسابقات این رشته ورزشکاران حرکات خود را بر روی آن انجام می‌دهند.
ابعاد پیست حرکات زمینی تشکی در اندازه ۱۲ در ۱۲ متر و قطر ۱۷ متر می‌باشد و یک منطقه ایمنی دو متری نیز دور تا دور آن قرار می‌گیرد. استفاده از بالش در کنار تشک بلامانع می‌باشد. رنگ رویه تشک معمولاً به رنگ آبی راه راه انتخاب می‌شود و جنس لایه‌های زیرین آن معمولاً ارتجاعی می‌باشد.
در مسابقات بین‌المللی ورزشکاران مرد برنامه حرکات زمینی خود را در یک مدت حداکثر ۷۰ ثانیه‌ای و ورزشکاران زن در یک مدت حداکثر ۹۰ ثانیه انجام می‌دهند. ژیمناست‌های زن برخلاف مردان حرکات زمینی خود را همراه با موسیقی انجام می‌دهند. برنامه هر ورزشکار برای حرکات زمینی و موسیقی آن هم توسط خود او و مربیش تعیین می‌شود. در ژیمناستیک بانوان این برنامه ترکیبی از حرکات آکروباتیک و رقص است. در ژیمناستیک آقایان اغلب از حرکات آکروباتیک استفاده شده و حرکات قدرتی، تعادلی، انعطافی و بالانس‌ها نیز به همراه آن انجام می‌شود.